# Şükrü Saracoğlu Stadion
A Şükrü Saracoğlu Stadion (IPA: /ʃykɾy saɾat͡ʃoɣɫu/, törökül: Şükrü Saracoğlu Stadı) a török Fenerbahçe SK labdarúgó-egyesület 4. kategóriás UEFA-stadionja, mely Isztambul Kadıköy negyedében található. 2009-ben itt tartották az UEFA-kupa döntőjét.

## Története
A stadion építésére II. Abdul-Hamid szultán adott engedélyt a Papazın Çayırı („a pap mezeje”) nevű mezőn. Évi 30 arany bérleti díjért cserébe egy angol tulajdonú klub, a Union Club kapta meg a bérleti jogot. Az első világháború ideje alatt az angolok hadviselő félnek számítottak, így a labdarúgó-mérkőzéseket beszüntették. A stadion kezelését 1915-ben egy Kara Kemal nevű férfi vette át, aki a stadionnak az İttihat Spor Sahası nevet adta. 1929-ben kapta meg a bérleti jogot a Fenerbahçe, és változtatta meg a létesítmény nevét Fenerbahçe Stadıra. Az 1931-ben kezdődő felújítás keretében a klub átalakíttatta a stadiont, így teljesen új külsőt kapott. Egy szerencsétlen tűzesetben leégett a klub főépülete, így képtelenek voltak a bérleti díjat tovább fizetni, a stadion állami tulajdonba került. Az államtól Şükrü Saracoğlu miniszterelnök, a Fenerbahçe akkori elnöke vásárolta 1933-ban meg 9000 líráért és adta vissza az egyesületnek.
1947-ben elkezdték bővíteni a stadiont, az építkezések miatt a klub eladósodott, mintegy 180 ezer lírával tartozott az építtető cégnek. 1951-ben a tartozások rendezése végett a stadionra kitették az „eladó” táblát, és úgy tűnt, a klub elveszíti Törökország legnagyobb stadionjának kikiáltott létesítményét. Végül állami segítséggel sikerült megállapodást kötni az adósságot kezelő Yapı Kredi bankkal, és a tartozást 1952-ben megszüntették.
Aziz Yıldırım elnöksége idején, 1999-ben kezdődött meg a stadion teljes átalakítása. A négy tribünből hármat két éven belül teljesen átépítettek és kibővítettek. Két tribün átépítését szponzorok segítségével tudták véghezvinni, így ezeket a szponzorok, a Migros szupermarket-hálózat és a Telsim GSM-szolgáltató után nevezték el. Az  átalakítások a következő években is folytatódtak, 2002–2003-ban az összes tribünt befedték, 2005-ben pedig az utolsó, Numaralı elnevezésű tribünt is elbontották és újat építettek a helyére Fenerium néven.
A stadionban nem csak Fenerbahçe mérkőzéseket tartanak, de a török labdarúgó-válogatott is használja.

## Képek

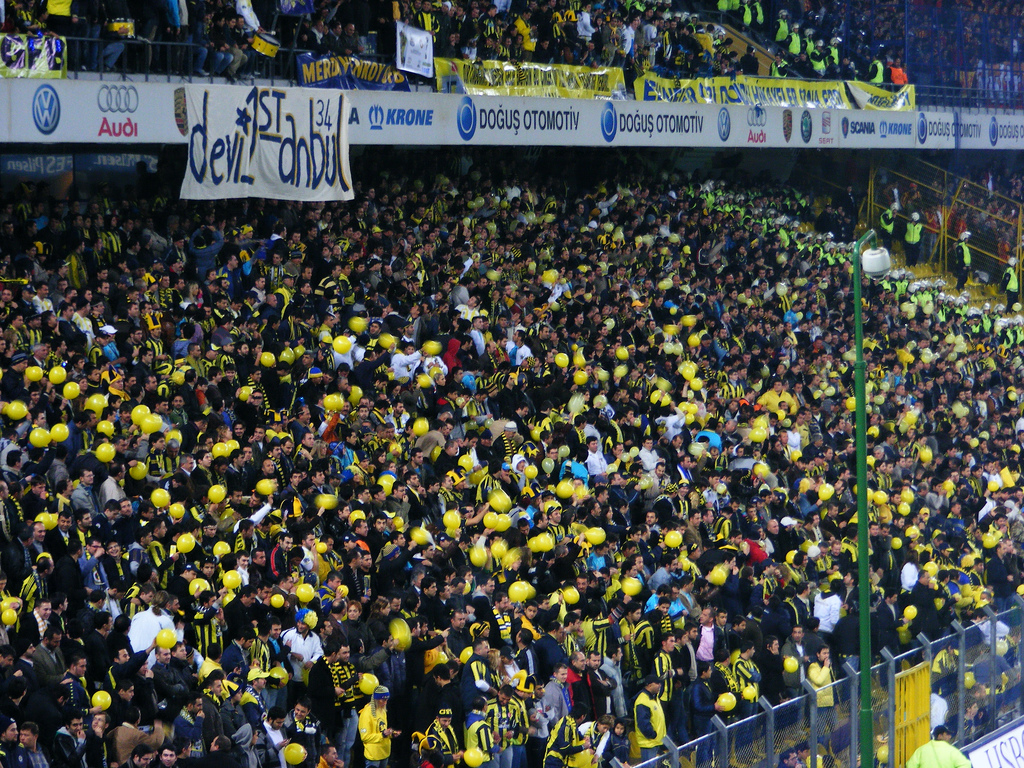
Fener szurkolók a stadionban
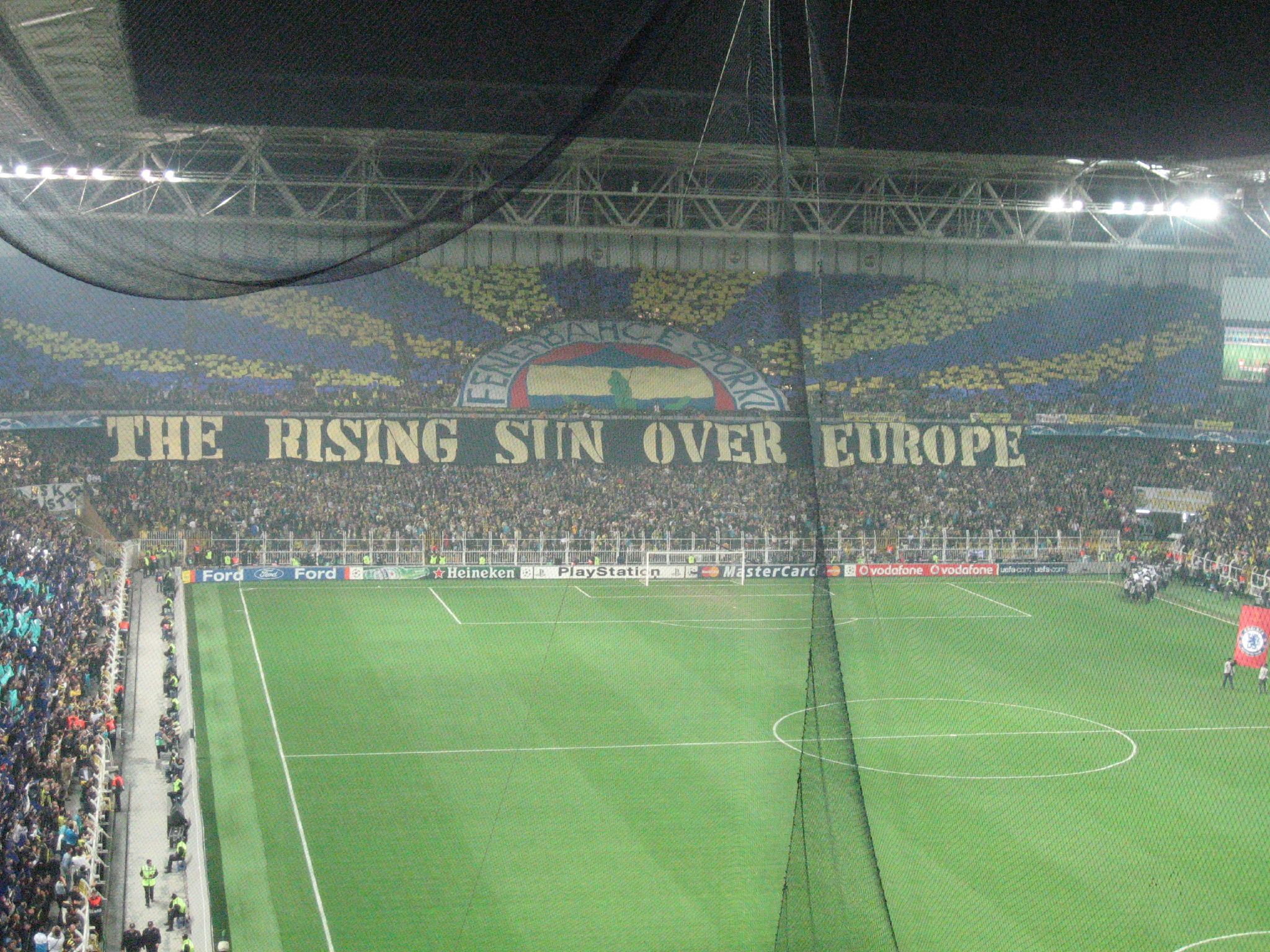
A stadion belülről